# MD5
MD5 (Message Digest Algorithm 5) este o funcție criptografică de tip hash unidirecțional, care livrează ca rezultat o valoare fixă ca lungime de 128 Biți. Funcția MD5 a fost dezvoltată în 1991 de Ronald L. Rivest și publicată în 1992 în RFC 1321. Este utilizată drept componentă în unele scheme de semnătură electronică, deși tinde să fie înlocuită în acest scop de SHA-1 sau RIPEMD-160, funcții mai puțin sensibile la coliziuni. Valoarea calculată cu ajutorul funcției MD5 (pe scurt md5sum), este folosită însă pe scară largă drept sumă de control, la verificarea integrității fișierelor.

## Istorie
MD5 este reprezentanta unei serii de funcții de hash, care a fost dezvoltată de către Ronald L. Rivest la MIT. După ce serii de analize au arătat că funcția precedentă de hash MD4 este probabil nesigură, a fost dezvoltată ca înlocuitor în 1991 funcția de hash mult mai sigură MD5. Într-adevăr, au fost descoperite mai tîrziu vulnerabilități de securitate de către Hans Dobbertin.
În 1996 Dobbertin face cunoscută existența unei coliziuni în funcția de compresie din MD5. Aceasta nu este un atac propriu-zis îndreptat împotriva funcției MD5, dar face ca toți criptologii să propună înlocuirea folosirii funcției MD5 cu funcții mai sigure cum ar fi SHA-1 sau RIPEMD-160. În august 2004 au fost descoperite de către cercetătorii chinezi coliziuni în funcția propriu-zisă MD5.
Aceste atacuri demonstrează însă numai existența coliziunilor în algoritm. Atacuri de tip Preimage cu această nouă metodă de atac nu au produs rezultate într-un interval de timp realist. Deci un certificat digital creat cu ajutorul funcției MD5 încă nu poate să fie falsificat.